# Biała Panieńska (Gran Polonia)
BiałUn Panieńska [pronunciación en polaco: /ˈbjawa paˈɲeɲska/] es un pueblo en el distrito administrativo de Gmina Rychwał, dentro del distrito de Konin, voivodato de Gran Polonia, en el centro-oeste de Polonia. Se encuentra aproximadamente 7 kilómetros al sur de Rychwał, 24 kilómetros al sur de Konin, y 96 kilómetros al sudeste de la capital regional, Poznań.